# Retour à Whitechapel
Retour à Whitechapel est un roman policier historique, reprenant l'histoire de Jack l'Éventreur, écrit par Michel Moatti, paru en 2013 aux Éditions Hervé Chopin.

## Résumé
Amelia Pritlowe est une infirmière travaillant au London Hospital, situé dans le quartier Whitechapel de Londres. Nous sommes alors en 1941 et les bombardements allemands sévissent de manière quotidienne sur la capitale britannique. À la mort de son père, Mme Pritlowe reçoit une lettre du défunt lui disant qu'elle est la fille de Mary Jane Kelly, la cinquième et dernière victime de Jack l'Éventreur en 1888.
Dès lors, elle n'a plus qu'une idée, celle de retrouver le meurtrier de sa mère et de se venger. Elle s'inscrit d'abord à une société qui se spécialise dans l'histoire de Jack l'Éventreur, la Filebox Society, sise dans le quartier de Spitalfields où a eu lieu le meurtre de sa mère. Elle épluche les archives à la recherche d'indices. Elle relit les témoignages des différentes personnes qui ont été témoins de la dernière journée et de la dernière nuit de Mary Jane Kelly. Une témoin, toujours vivante, Maria Harvey, la voit et lui avoue qu'elle l'a gardée, la journée du 8 novembre, à la veille de la mort de sa mère, et qu'elle a passé la nuit du 8 au 9 chez Elizabeth Prater, la voisine du dessus de Mary Jane Kelly.
Perplexe, Amelia Pritlowe se confie à l'un des membres de la Filebox Society qui lui dit qu'elle pourrait réveiller ses souvenirs de l'époque par des séances d'hypnose. Mme Pritlowe accepte de passer le test et, au bout de quelques séances, elle découvre qu'elle connait le nom de l'assassin qu'elle a entendu parce qu'elle était éveillée à l'heure où Mary Kelly est morte. Elle découvre aussi qu'il avait un complice.
D'après les archives de la Filebox Society, elle sait que le tueur est mort depuis déjà sept ans mais le complice, lui, est toujours vivant. Amelia Pritlowe décide de le retrouver et de le confronter.
Le roman, fait des carnets d'Amelia Pritlowe, se veut une sorte de journal, entrecoupé de chapitres racontant les dernières semaines de Mary Jane Kelly dans Spitalfields et d'autres chapitres où les témoins racontent leur témoignage lors de l'enquête du coroner.

## Théorie
Dans la dernière partie du livre, intitulée « Notes de l'auteur », Michel Moatti tente de démontrer les raisons pour lesquelles John McCarthy serait Jack l'Éventreur. McCarthy était propriétaire des logements de Miller's Court, où habitait Mary Kelly, ainsi que d'autres logements de Dorset Street. Selon lui, il y a eu deux autres meurtres similaires survenus dans Miller's Court, l'un en 1898 et l'autre en 1909. Celui-ci se déroula dans le même logement que celui de Mary Kelly. Or, McCarthy était toujours propriétaire de ces logements à l'époque. De plus, une boutique adjacente, appartenant à McCarthy, était située à deux pas du logement de Mary Kelly. Il était facile pour le meurtrier de s'y réfugier et de changer ses vêtements remplis de sang. Lors de l'enquête du coroner, son témoignage se contredit également plusieurs fois.
Michel Moatti donne en tout dix[réf. souhaitée] raisons qui rendent sa thèse plausible.

## Carnet d'enquête
L'ouvrage a été publié, dans sa version grand format comme dans l'édition de poche, accompagné du fac-similé d'extraits du carnet d'enquête de l'auteur, au sein duquel on peut voir des photos des lieux actuels de l'affaire, des notes de travail et des reproductions de documents issus des National Archives de Londres, ainsi que certaines photographies de police des scènes de crime. Cet ouvrage est considéré comme le plus complet roman d'investigation sur l'affaire de Jack l'éventreur paru à ce jour.